# Binard
Binard foi um ciclista belga que participava em competições de ciclismo de pista. Competiu representando as cores de seu país, Bélgica, na corrida de velocidade nos Jogos Olímpicos de Verão de 1920 em Antuérpia.